# Ricanula jacobii
Ricanula jacobii är en insektsart som först beskrevs av Melichar 1923.  Ricanula jacobii ingår i släktet Ricanula och familjen Ricaniidae. Inga underarter finns listade i Catalogue of Life.